# Ернестіна Роуз
Ернестіна Луїза Потовська, у шлюбі Роуз (англ. Ernestine Louise Rose, 13 січня 1810 — 4 серпня 1892) — американська суфражистка, аболіціоністка, вільнодумиця та парфумерка, яку називали «першою єврейською феміністкою». Її кар'єра тривала з 1830-х до 1870-х, що робить її сучасницею суфражисток Елізабет Кеді Стентон та Сьюзен Ентоні. Забута в сучасних дискусіях про американський рух за права жінок, Роуз була однією з головних інтелектуальних сил Америки ХІХ століття. Її відношення до юдаїзму вважається тим, що спонукало її до захисту прав жінок і рабів, але це ставиться під сумнів. Хоча її пам'ятають менше за її колег-суфражисток та аболіціоністок, у 1996 році Роуз внесена до Національної зали слави жінок, а в 1998 році засновано Товариство Ернестіни Роуз з метою «відродження спадщини цієї важливої реформаторки початку ХІХ століття, визнавши її роль першопрохідниці у першій хвилі фемінізму».

## Життєпис

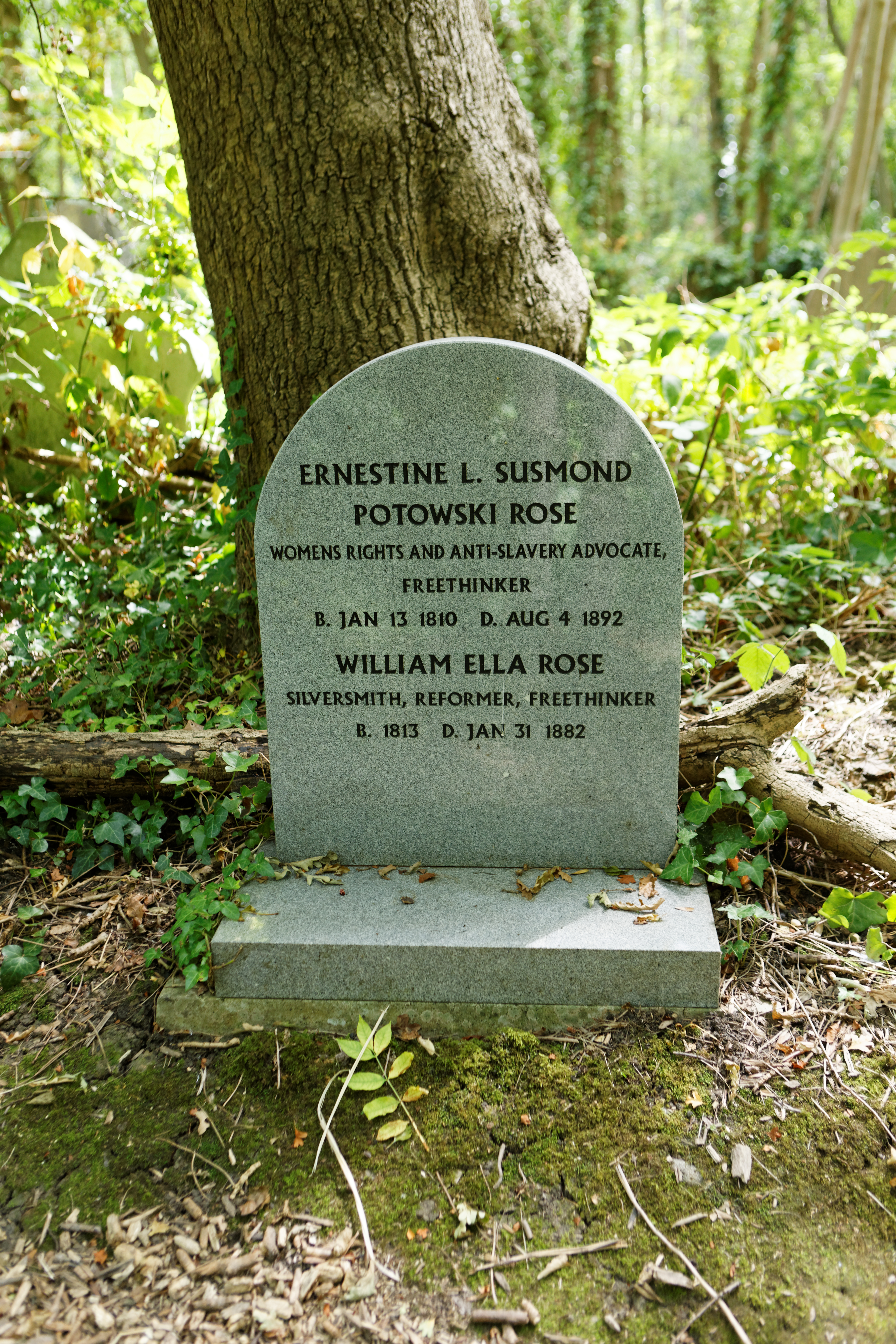
Могила Ернестіни Роуз на кладовищі Гайгейт в Лондоні.

Ернестіна Луїза Потовска народилась 13 січня 1810 року в місті Пйотркув-Трибунальський, Варшавське герцогство, у родині заможного рабина (про матір інформації немає). Ернестіна здобула освіту і вивчала іврит, що було незвичним для того часу. У 5 років почала «ставити під сумнів справедливість Бога, який насилає такі негаразди» через часті пости батька: «я була бунтаркою вже у п'ять років». Старшаючи, все більше сперечалась із батьком щодо релігії, що наполягав: «Молода дівчина не має розуміти віросповідання, а приймати і вірити в нього». Пізніше Ернестіна назве саме цей момент початком своєї зневіри у релігії та початком віри у права жінок.
Коли Ернестіні було 16, її мати померла і залишила спадщину. Батько без згоди Ернестіни заручив її зі своїм єврейським другом, щоб «прив'язати її міцніше до синагоги». Ернестіна, не бажаючи вступати в шлюб з чоловіком, якого вона не обирала і не кохала, вступила у протистояння із батьком, демонструючи відсутність прихильності до нього і благаючи про звільнення. Однак Ернестіна була дівчиною із багатої родини, тому він відхиляв її прохання. Тоді Ернестіна вчинила незвично для свого часу: вирушила до світського цивільного суду (для чого перенесла непросту зимову поїздку), де подала позов. Суд виніс рішення на її користь, не лише звільнивши її від заручин, але постановивши, що вона може повністю зберегти спадщину від матері. Ернестіна відмовилась від свого статку на користь батька, проте скористалась звільненням від заручин. А повернувшись додому, дізналась, що за її відсутності батько одружився із 16-річною дівчиною. Напруга між нею і батьком зростала, і врешті вона йде з дому у 17 років.
Ернестіна Потовска вирушила до Берліна, де виявила, що підпадає під дію антисемітського закону, який вимагав від усіх прусських євреїв мати прусського спонсора. Звернувшись безпосередньо до короля, вона отримала звільнення від дії цього закону. Незабаром винайшла парфумований папір для використання в якості освіжувача повітря, який продавала для фінансування своїх подорожей.

### Англія та США
Потовска здійснила подорож до Бельгії, Нідерландів, Франції та до Англії, на шляху до якої корабель розбився, всі її речі були знищені. Заробляла на життя уроками німецької та івриту, продажем парфумованого паперу. В Англії познайомилася з утопічним соціалістом Робертом Оуеном, так враженим нею, що запросив виступити у великій залі для ораторів із радикальними поглядами. Попри обмежені знання англійської, аудиторія була настільки вражена, що відтоді вона виступає регулярно. Потовска та Оуен стали близькими друзями, вона допомогла йому створити Асоціацію всіх класів усіх народів, яка підтримувала права людини для всіх людей усіх націй, статей, рас та класів. Оуен назвав її «дочкою».
В Англії познайомилася з Вільямом Елла Роуз, англійцем-християнином, ювеліром і срібником. Незабаром одружилась з ним у цивільному магістраті, зійшовшись на тому, що вважають шлюб цивільним договором, а не релігійним. У травні 1836 подружжя емігрувало до США, де згодом стало натуралізованими громадянами і поселилося в будинку в Нью-Йорку в 1837 році. Роузи відкрили в своєму будинку невелику крамницю «Фантазія та парфумерія», де Ернестіна продавала свою парфумовану туалетну воду, а Вільям керував крамницею срібла.

## Феміністка, аболіціоністка, атеїстка
Ернестіна Роуз почала читати лекції з предметів, які її найбільше цікавили, приєднавшись до «Товариства моральних благодійників» та подорожуючи штатами, щоб відстоювати свої ідеали: скасування рабства, релігійну терпимість, загальнодоступну освіту та рівність для жінок. Її лекції вважались суперечливими. На Півдні, де виступала проти рабства, один рабовласник сказав їй, що «побив би її, якби вона була чоловіком». Коли в 1855 році Роуз запросили прочитати лекцію проти рабства до міста Банґор, штат Мен, місцева газета назвала її «жінкою-атеїсткою… в тисячу разів гіршою за повію». Відповівши на ці образи у листі до конкуруючої газети, Роуз розпалила міську ворожнечу, яка спричинила такий розголос, що до моменту приїзду всі в місті з нетерпінням чекали почули її. Її найгірше сприйнятою лекцією була лекція про аморальність рабства у Чарлстоні, Західна Вірджинія, де її сприйняли з таким жорстким несприйняттям та обуренням, що Роуз ледве вдалось безпечно втекти з міста.
В 1840-х і 1850-х роках Роуз приєдналася до «пантеону великих американських жінок», куди входили такі впливові сучасниці, як Елізабет Кеді Стентон, Сьюзен Ентоні, Лукреція Мотт, Пауліна Келлогг Райт Девіс та Сожурне Трус, разом із Вільямом Ллойдом Гаррісоном та Фредеріком Дугласом, щоб боролися за права жінок та скасування рабства.
Взимку 1836 року Томас Гертел подав законопроєкт про права одружених жінок на власність до Законодавчого органу штату Нью-Йорк, задля покращення цивільних та майнових прав одружених жінок та дозволу їм володіти нерухомістю від свого імені. Почувши про законопроєкт, Ернестіна Роуз склала петицію і почала збирати підписи на її підтримку. Це була перша петиція, подана на захист прав жінок. Протягом наступних років вона збільшила як кількість петицій, так і кількість підписів під ними. У 1849 році жінки здобули права володіння нерухомістю.
Роуз брала участь і виступала на численних конференціях, включаючи Першу національну конференцію атеїстів, Гартфорську біблійну конференцію, Конференцію з прав жінок у Табернаклі, штат Нью-Йорк, Десяту національну конференцію з прав жінок в інституті Купера, місто Нью-Йорк, Конференцію штату про права жінок в Олбані, штат Нью-Йорк, і засідання Асоціації рівних прав, на якому відбувся розкол.
Роуз була обрана головуючою на Національній конференції з прав жінок у жовтні 1854 року, попри заперечення через те, що вона атеїстка. Її обрання сильно підтримувала Сьюзен Ентоні, яка заявила, що «кожна релігія, або жодна, повинні мати рівне право на цій платформі».
Хоч Роуз і ніколи не надавала великого значення своєму єврейському походженню, в 1863 році вона мала газетну суперечку із Горасом Мейвером, редактором-аболіціоністом з газети «Boston Investigator», якого звинуватила в антисемітизмі.
У 1869 році успішно лобіювала закон в штаті Нью-Йорк, який дозволяв одруженим жінкам зберігати право на власність та мати рівну опіку над дітьми.
У наступні роки, після 6-місячної поїздки до Європи, намагалася триматися подалі від платформ та суперечок. Пізніше, з погіршенням здоров'я, 8 червня 1869 року з чоловіком відпливла до Англії. Сьюзен Ентоні влаштувала для них прощальну вечірку, і Роузи отримали багато подарунків від друзів і шанувальників, включаючи значну суму грошей.
Після 1873 року здоров'я Роуз покращилося, і вона почала виступати за виборче право для жінок в Англії, відвідала Конференцію руху за виборчі права жінок у Лондоні та виступила в Единбурзі на великому публічному мітингу за виборчі права жінок.
Ернестіна Роуз померла в Брайтоні, Англія, в 1892 році.